# ニコリー (企業)
株式会社ニコリー（英: NICOLY）は、かつて存在した日本のインターネット企業。東京都千代田区に本社を置き、医師が教える美容整形のコンプレックス解決・応援サイト「NICOLY:)」(ニコリー:)」を運営していた。

## 概要
Androidアプリ開発会社のインターン先で知り合ったメンバーを中心に、2012年3月に株式会社ドウゲンザッカーバーグ(英：DogenZuckerberg)を設立。
2015年8月5日、医師が教える美容整形のコンプレックス解決・応援サイト「NICOLY:)」(ニコリー:)がリリースされ、2016年8月30日に社名を「株式会社ドウゲンザッカーバーグ」から「株式会社ニコリー」に社名を変更。
社名変更後は、「コンプレックスに悩む人を笑顔に」というビジョンのもと、美容整形のコンプレックス解決・応援サイトとして病院への送客サービスを展開。

## 沿革
- 2012年(平成24年)3月 - 「株式会社ドウゲンザッカーバーグ」を設立。
- 2015年(平成27年)8月5日 - コンプレックス解決・応援サイト「NICOLY:)」を公開[1]。
- 2015年(平成27年)8月30日 - 社名を「株式会社ニコリー」に商号変更[2]。
- 2015年(平成27年)12月26日 - 「Yahoo! Beauty」「Yahoo! ヘルスケア」に記事コンテンツの提供・配信を開始[3]。
- 2016年(平成28年)5月1日 - コンプレックス解決・応援サイト「NICOLY:)」の月間ユニークユーザー数が100万を突破[4]。
- 2016年(平成28年)12月10日 - 医師の監修がついていないことなどにより、記事の内容や引用方法等を改めて検証する必要があることから、一部記事の一時的な非公開化が行われる[5]。
- 2017年(平成29年)1月13日 - 美容整形・美容医療分野に特化し、記事だけでなく、病院や医師を探す事ができるように「NICOLY:)」のサイトデザインをリニューアル化[6]。
- 2017年(平成29年)1月10日 - 継続的な企業成長、コーポレート・ガバナンス強化のため、元enish代表取締役の杉山全功氏を社外取締役に、藤戸久寿弁護士を社外監査役に任命[7]。
- 2017年(平成29年)6月11日 - 医師監修記事の一部内容の信憑性について専門家から指摘があったことに伴い、全記事の一時非公開化[8]。
- 2017年(平成29年)7月6日 - 運営体制・記事の監修体制の強化がおこなわれ、全記事の再公開を開始[9]。
- 2020年(令和2年)12月31日 - 閉業[10]。